# Marthe Wandou
Marthe Wandou, née à Kaélé, le 15 octobre 1963, est une avocate camerounaise, militante pour la paix et l'égalité des sexes, qui a reçu le Right Livelihood Award, considéré comme le prix Nobel alternatif.

## Biographie
Wandou naît en 1963 à Kaélé, dans le Nord du Cameroun,. Elle obtient un diplôme en droit privé de l'université de Yaoundé et un master en gestion de projet de l'université catholique d'Afrique centrale,. Elle étudie également les études de genre à l'université d'Anvers.
Elle devient une référence au Cameroun et dans le bassin du Tchad dans la lutte contre les violences sexuelles et pour les droits des enfants et des femmes. En 1998, elle fonde l'organisation ALDEPA (Action locale pour le développement participatif et autogéré), qui a aidé, depuis, plus de 50 000 filles et femmes, dont des victimes du groupe terroriste Boko Haram,,.
Dans sa lutte pour l'égalité des sexes et son militantisme pour la paix, elle adopte une approche holistique visant à mobiliser des communautés entières par le biais de l'éducation, de la prévention, du soutien psychosocial et de l'assistance juridique. Ainsi, notamment, ses équipes vont au contact des foyers familiaux, pères, mères, frères et maris pour les convainvre d'envoyer les jeunes femmes de ces foyers à l’école, et de les y maintenir le plus longtemps possible. Cette scolarisation leur permet d'acquérir une base de connaissances, mais aussi de retarder les mariages et les grossesses précoces. L'organisation ADELPA prend en charge également des enfants de réfugiés. Elle milite aussi contre toute banalisation des viols.
En 2021, elle se voit décerner ce qui est considéré comme un prix Nobel alternatif, le Right Livelihood Award 2021,.